# فيكتور لويس
فيكتور لويس (بالبرتغالية: Victor Luis‏) (23 يونيو 1993 بساو باولو في البرازيل - ) هو لاعب كرة قدم برازيلي في مركز الظهير. لعب مع بوتافوغو ريغاتاس ونادي بالميراس ونادي سيارا وFC Porto B ‏.

## روابط خارجية
- فيكتور لويس على موقع قاعدة بيانات كرة القدم.إي يو (الإنجليزية)
- فيكتور لويس على موقع Soccerway.com (الإنجليزية)
- فيكتور لويس على موقع عالم كرة القدم.نت (الإنجليزية)
- فيكتور لويس على موقع AS.com (الإسبانية)